# Вербовка (Ильинецкий район)
Вербовка (укр. Вербівка) — посёлок, входит в Дашевскую поселковая общину Гайсинского района Винницкой области Украины.
Население по переписи 2001 года составляло 538 человек. Почтовый индекс — 22743. Телефонный код — 04345. Занимает площадь 1,95 км². Код КОАТУУ — 521284006.

## История
В 1946 году указом ПВС УССР село Тодоровка переименовано в Вербовку. В 2020 году поселок стал членом Дашевской поселковой общины.

## Местный совет
22742, Вінницька обл., Іллінецький р-н, с-ще Криштопівське, вул. Хутірська,4